# Islote Sveti Dorde
El Islote Sveti Dorde (en español: Isla de San Jorge) es uno de los dos islotes en la costa de Perast en la bahía de Kotor, Montenegro (el otro es  Gospa od Škrpjela). A diferencia de Gospa od Škrpjela, esta es una isla natural de 0,32 hectáreas de superficie.
La isla contiene un monasterio benedictino, del siglo XII, dedicado a San Jorge y el antiguo cementerio de la vieja nobleza de Perast, más alejado de la Bahía de Kotor.

## Galería

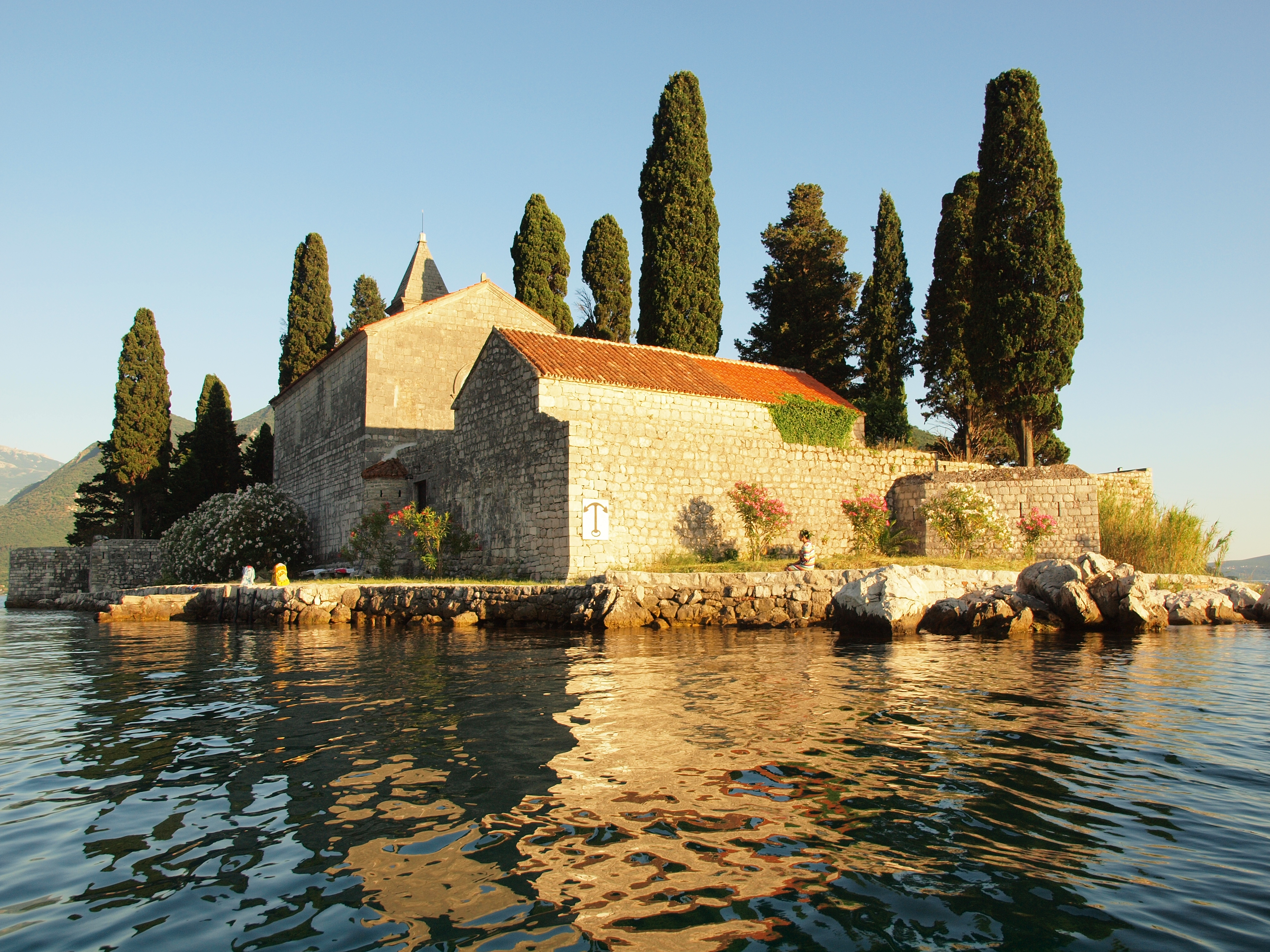
Vista del Monasterio.
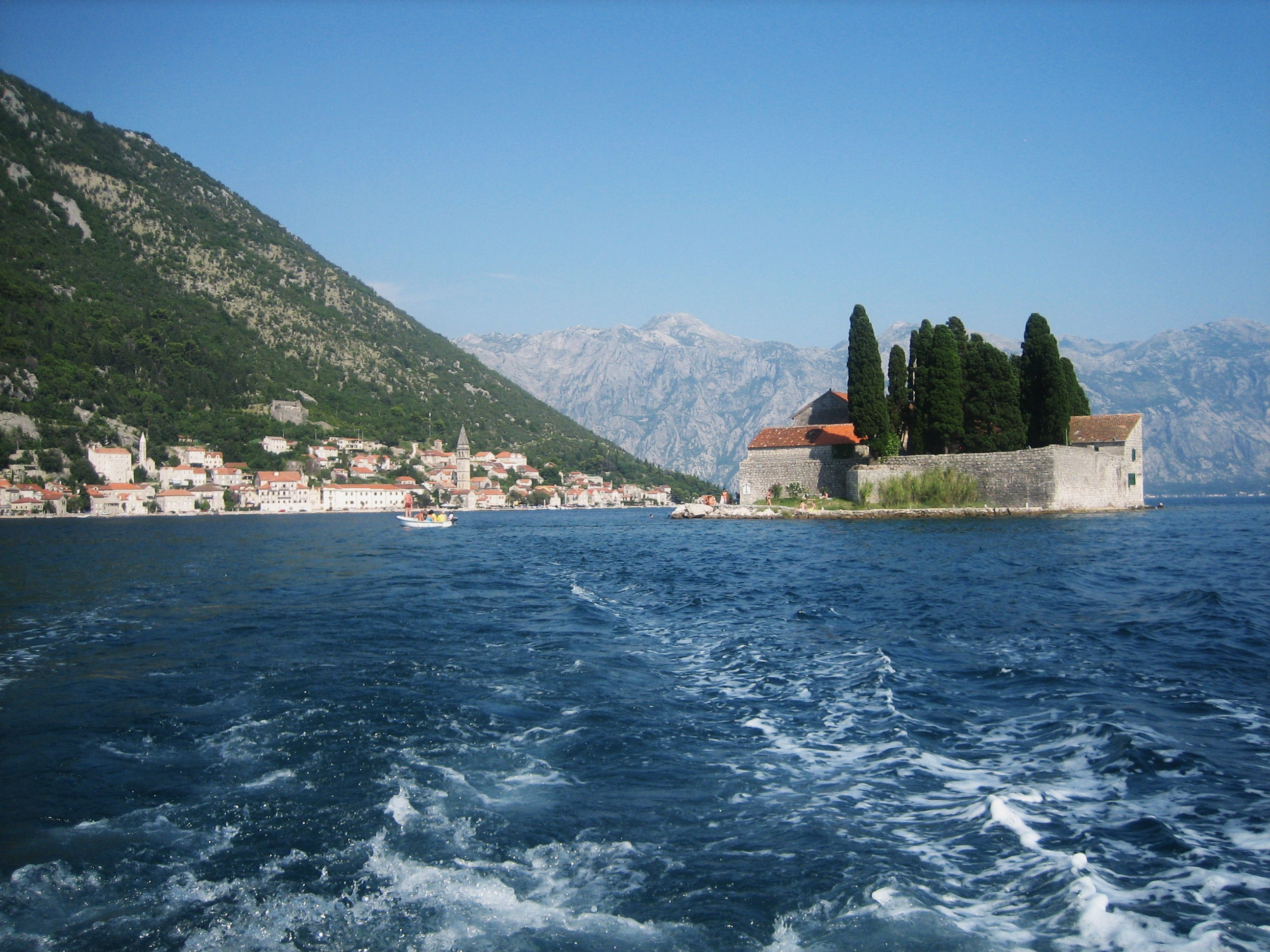
Islote Sveti Dorde.
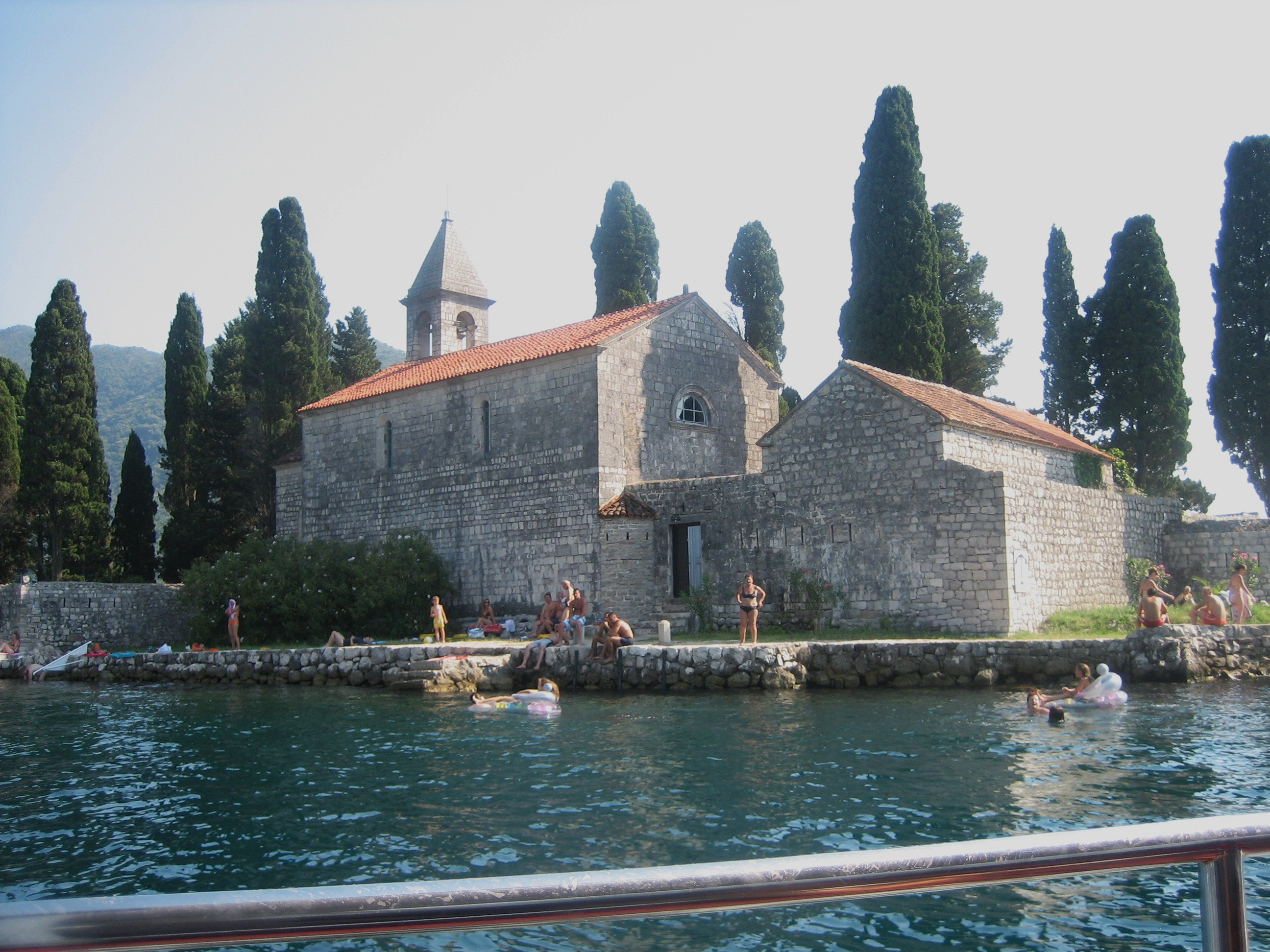
Ingreso al Monasterio San Jorge.
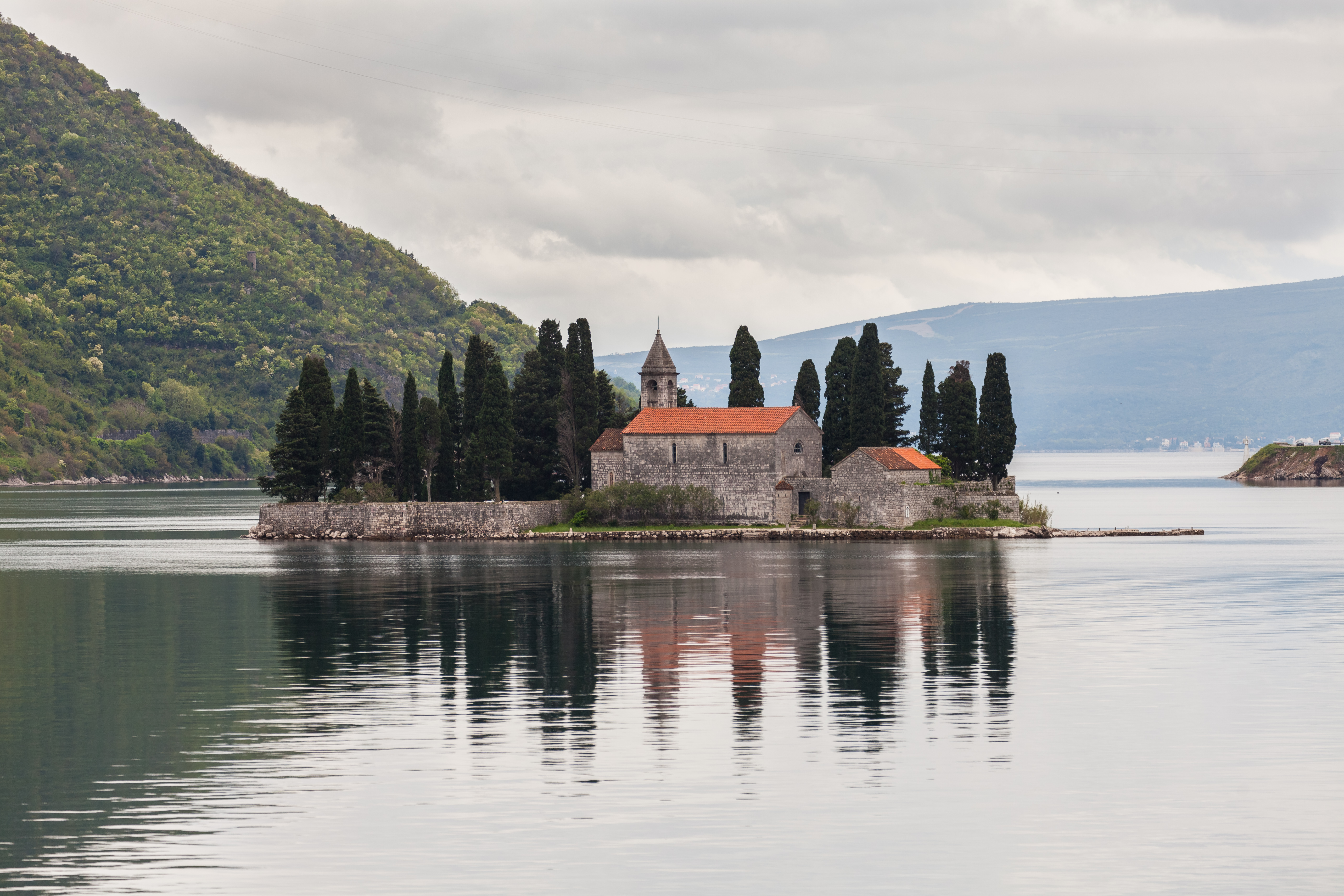
Monasterio con la salida al Adriático al fondo.
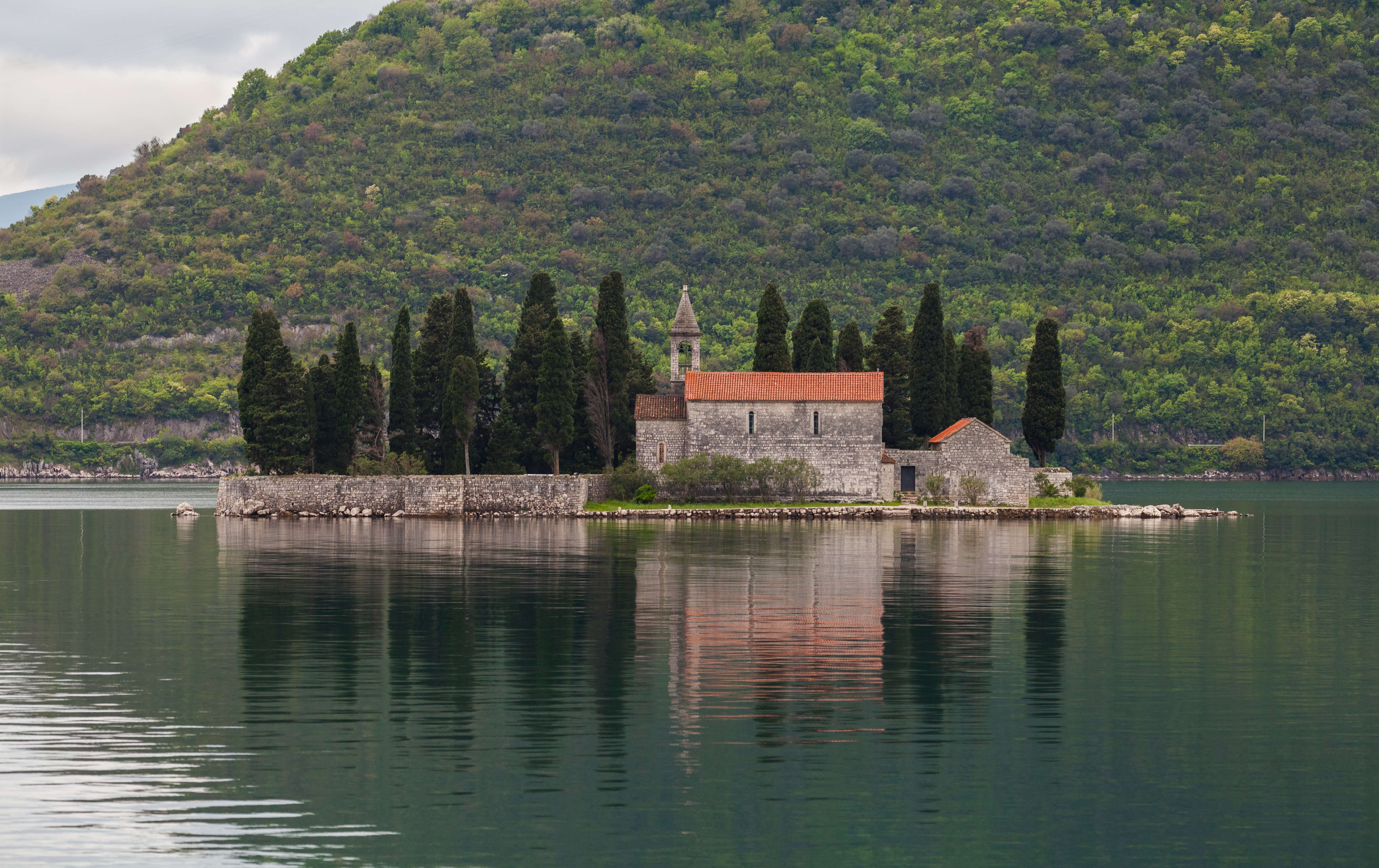
Vista desde el norte.
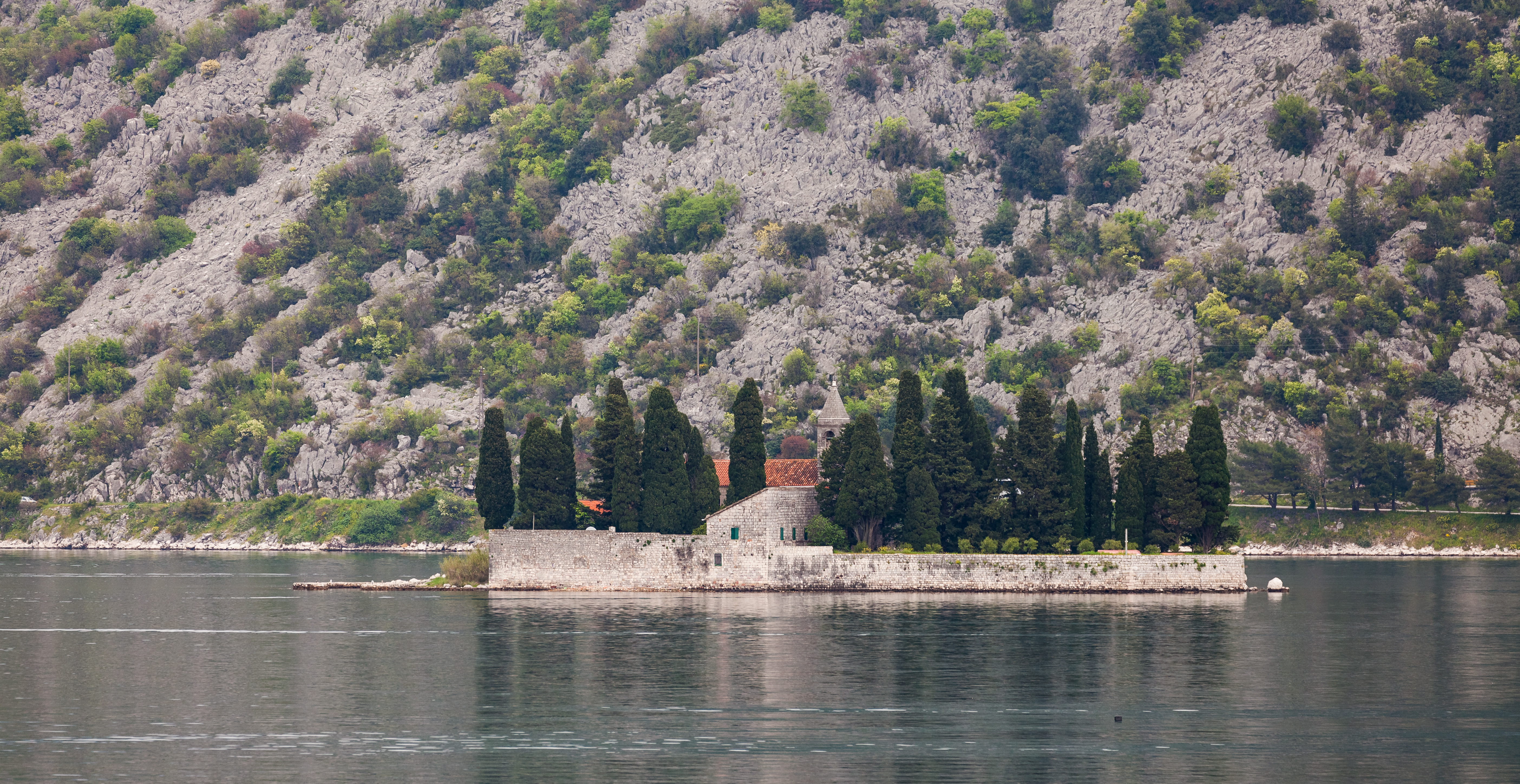
Vista desde el sur.